# Dieze (havezate)
Havezate Dieze (ook Eze en t Franckeler genoemd) was een havezate in Emmen, gemeente Dalfsen. In de tweede helft van de 18e eeuw kwam het landgoed, dat geen havezate meer was, in handen van de Zwolse burgemeester Lucas Gijsbert Rouse. Hij bleef tot aan zijn dood in 1797 op het landgoed wonen. Zijn erfgename Anna Alide Rouse liet het oude woonhuis slopen om er een nieuw huis op te zetten. 
In 1800 kocht Jo[h]annes Matthias van Rhijn, oud-resident aan het hof van de sultan van Mataram, de terreinen Dieze en de voormalige havezate De Horte nabij Dalfsen. Dieze doopte hij om tot Mataram, zoals het landgoed nu nog bekend is.  De Horte doopte hij om tot Djokjakarta maar die naam heeft niet standgehouden.